# Дзьобак чорногузий
Дзьоба́к чорногузий (Dinopium benghalense) — вид дятлоподібних птахів родини дятлових (Picidae). Мешкає на Індійському субконтиненті.

## Опис

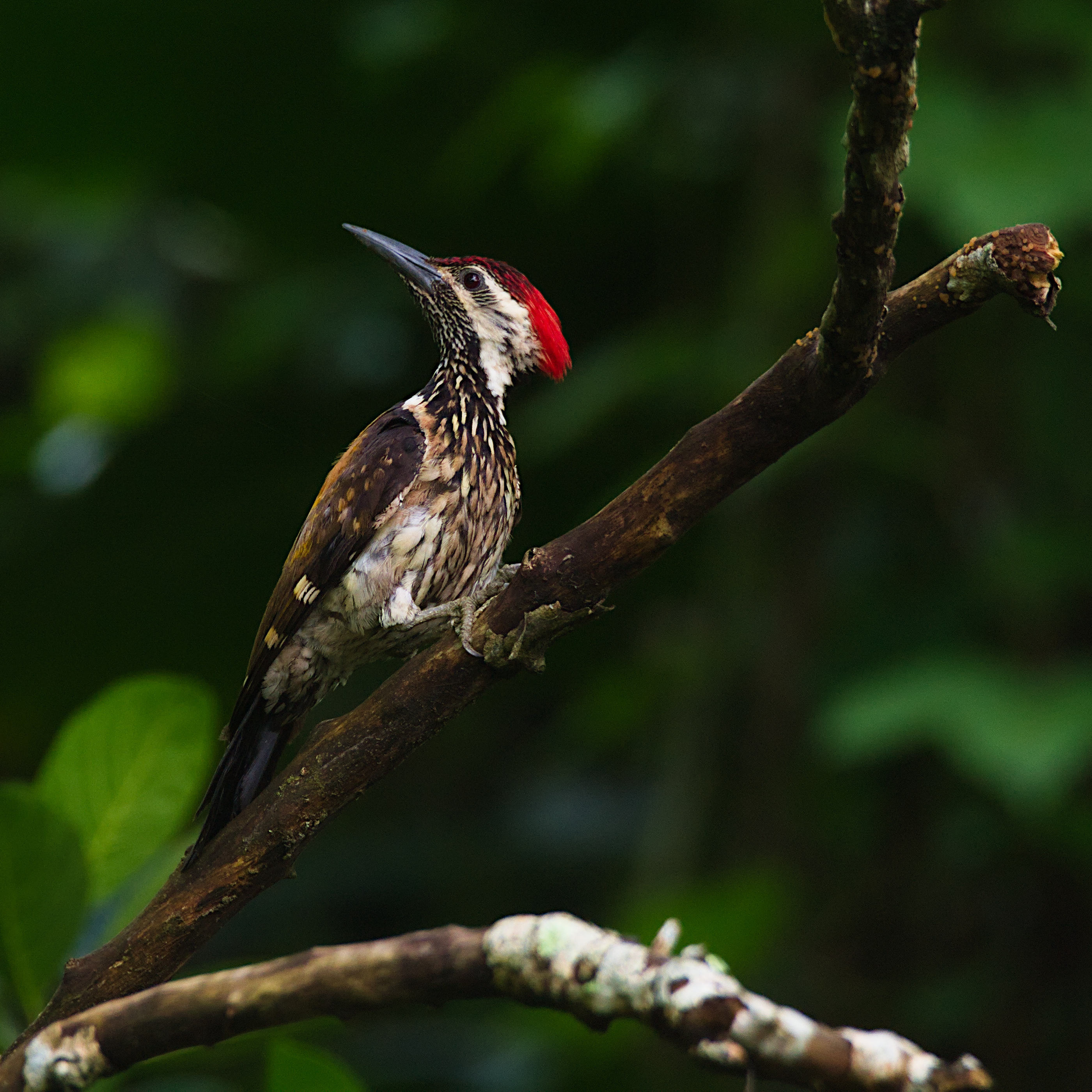
Чорногузий дзьобак

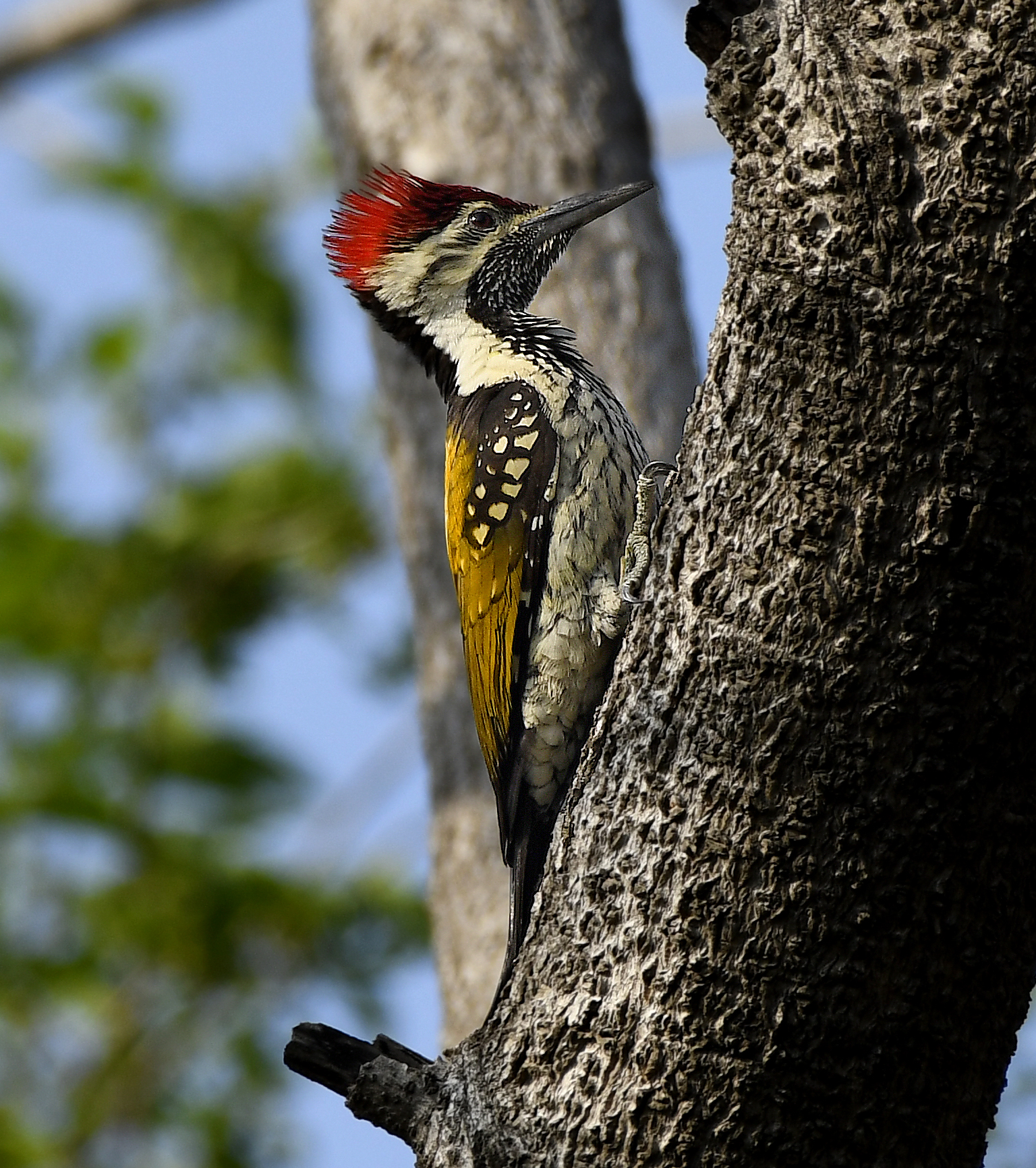
Чорногузий дзьобак

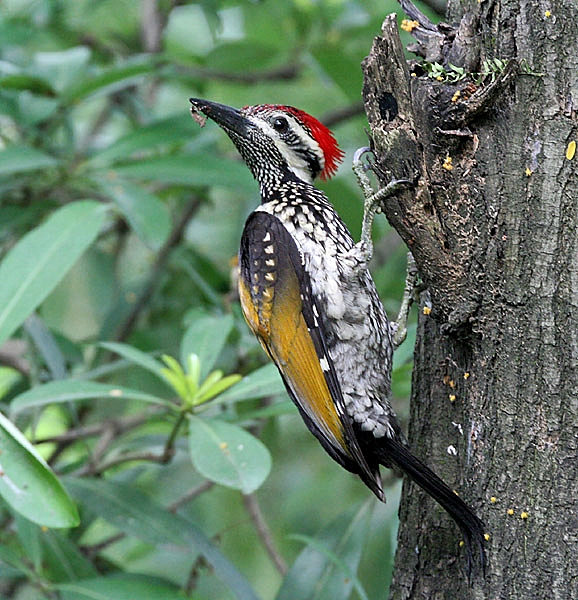
Чорногузий дзьобак

Довжина птаха становить 26-29 см, вага 86-133 г. У самців номінативного підвиду потилиця і верхня частина спини чорні, середина спини і плечі яскраво-золотисто-жовті, нижня частина спини і надхвістя чорні, хвіст чорний. Верхні покривні пера крил переважно золотисто-оливкові, внутрішні опахала першорядних покривних пер по центру поцятковані білою смугою, зовнішні опахала другорядних і третьорядних покривних пер чорні з трикутними білими плямами. Махові пера бурувато-чорні, другорядні махові пера мають золотисто-оливкові зовншні опахала, першорядні махові пера і внутрішні опахала другорядних махових пер поцятковані білими плямками. Нижня частина тіла переважно біла, пера на грудях мають широкі чорні краї і кінчики, на боках вони більш вузкі або відсутні, на животі вони менш виражені. Нижня сторона крил коричнева, нижні покривні пера крил білі, поцятковані чорними смужками. Нижні покривні пера хвоста чорнувато-коричневі.
Лоб і тім'я чорні, пера на них мають червоні кінчики, на тімені є характерний червоний чуб. Від верхнього краю очей до потилиці ідуть широкі білі "брови", від заднього краю очей до скронь ідуть широкі чорні смуги. Від основи дзьоба через щоки до шиї і верхньої частини грудей ідуть білі смуги. Підборіддя і горло чорні, щоки поцятковані дрібними білими плямками. Райдужки червонувато-карі або червоні, навколо очей зелені кільця. Дзьоб відносно довгий, вузький біля основи, загострений, чорнуватий або сірувато-чорний, іноді з роговим відтінком. Лапи зеленувато-сірі. Спостерігалися випадки лейкізму.
У самиць лоб і передня частина тімені чорні, поцятковані дрібними білими плямками, задня частина тімені і чуб у них червоні, як у самців.
У представників підвиду D. b. dilutum спина і верхні покривні пера крил блідіші, ніж у номінативного підвиду, золотисто-жовті, нижня частина тіла у них більш біла. У представників підвиду D. b. puncticolle спина і верхні покривні пера кил більш золотисто-жовті, горло поцятковане білими плямками, живіт має кремово-охристий відтінок. У представників підвиду D. b. jaffnense надхвістя і верхні покривні пера крил мають помітний оливковий відтінок, а білі плями на зовнішніх опахалах покривних пер у них менші або відсутні.

## Таксономія
Чорногузий дзьобак був науково описаний шведським натуралістом Карлом Ліннеєм у десятому виданні його праці «Systema Naturae» під біномінальною назвою Picus benghalensis. При описі виду Лінней опирався на більш ранні описи, зроблені двома англійськими натуралістами: Елєазаром Альбіном у 1738 році, в праці «A Natural History of Birds» і Джорджем Едвардсом у 1751 році, в праці «A Natural History of Uncommon Birds». Пізніше чорногузий дзьобак був переведений до роду Дзьобак (Dinopium), введеного французьким науковцем Константином Самюелем Рафінеском у 1814 році.

### Підвиди
Виділяють п'ять підвидів:
- D. b. benghalense (Linnaeus, 1758) — від північної Індії до Ассама і південно-західної М'янми;
- D. b. dilutum (Blyth, 1852) — Пакистан і північний захід Індії;
- D. b. tehminae (Whistler & Kinnear, 1934) — Західні Гати (південний захід Індії);
- D. b. puncticolle (Malherbe, 1845) — центр і південь Індії (за винятком Західних Гат);
- D. b. jaffnense (Whistler, 1944) — північ Шрі-Ланки.

Карміновий дзьобак раніше вважався підвидом чорногузого дзьобака, однак був визнаний окремим видом.

## Поширення і екологія
Чорногузі дзьобаки мешкають в Пакистані, Індії, Непалі, Бутані, М'янмі, Бангладеш і на Шрі-Ланці. Вони живуть у вологих і сухих тропічних лісах, на узліссях, в пальмових гаях, на плантаціях, в парках і садах. Уникають густих тропічних лісів. В Індії птахи зустрічаються на висоті до 1700 м над рівнем моря, в М'янмі на висоті до 915 м над рівнем моря.
Золотоспинні дзьобаки зустрічаються парами або невеликими зграйками, іноді приєднуються до змішаних зграй птахів. Вони живляться переважно мурахами Camponotus і Meranoplus, їх личинками і лялечками, а також гусінню, довгоносиками, іншими жуками, павуками та іншими безхребетними, іноді також плодами і нектаром. Птахи шукають їжу в усіх ярусах лісу, а також на землі. Гніздування відбувається переважно у березні-квітні, південні популяції також повторно розмножуються у липні-серпні. Птахи гніздяться і дуплах дерев, на висоті від 3 до 6 м над землею і вище, вхід в дупло має діаметр 8 см. В кладці 2-3 білих яйця. Інкубаційний період триває 17-19 днів, насиджують і доглядають за пташенятами і самиці, і самці. Пташенята покидають гніздо через 3 тижні після вилуплення.